# Третья лига Словакии по футболу
Тре́тья ли́га Слова́кии по футбо́лу (словац. 3. slovenská futbalová liga) — третий по уровню футбольный дивизион Словакии. Разделён по географическому признаку на две зоны: «Запад» и «Восток», победители которых получают право играть в Второй лиге. Команды, занявшие последние два места в каждой из зон, выбывают в Четвёртую лигу, победители групп («Братислава», «Запад», «Центр» и «Восток») которой замещают их во Второй лиге. Однако, на деле, ввиду различных форс-мажорных обстоятельств, ротация команд иногда получается более существенной, нежели изначально заявлено в регламенте.
В сезонах 2006/07—2010/11 называлась Вторая лига. С сезона 2011/12 лиги, начиная со второго уровня, поменяли название.

## Сезон 2009/10
В сезоне 2009/10 выступают следующие 32 клуба:
| - «Бернолаково» (Бернолаково, район Сенец) - «Блава» (Ясловске-Богунице, Район Трнава) - «Врбове» (Врбове) - «ДАК-2» (Дунайска Стреда) - «Моравани» (Моравани-над-Вагом, Район Пьештяни) - «Немшова» (Немшова) - «Нитра-2» (Нитра) - «Нове-Замки» (Нове-Замки) - «Новое Место-над-Вагом» (Новое Место-над-Вагом) - «Рача» (Братислава) - «Слован-2» (Братислава) - «Спартак» (Врабле) - «Спартак» (Миява) - «Спартак-2» (Трнава) - «СФМ Сенец» (Сенец) - «Топвар» (Топольчани) | - «Банска-Бистрица» (Банска-Бистрица) - «Бодва» (Молдава-над-Бодвоу) - «Вранов-над-Топлёу» (Вранов-над-Топлёу) - «Горал» (Стара-Любовня) - «Гуменне» (Гуменне) - «Дукла-2» (Банска-Бистрица) - «Жилина-2» (Жилина) - «Кошице-2» (Кошице) - «Локомотив» (Зволен) - «Одева» (Липаны) - «Попрад» (Попрад) - «Славой» (Требишов) - «Спишска-Нова-Вес» (Спишска-Нова-Вес) - «Татран-2» (Прешов) - «Чадца» (Чадца) - «Шпорт-2» (Подбрезова, район Брезно) |